# Walter Hudd
Walter Hudd , född 20 februari 1897 i London, död 20 januari 1963 i samma stad, var en brittisk skådespelare.

## Rollista i urval
- 1936 – Rembrandt
- 1937 – Elephant Boy
- 1941 – Major Barbara
- 1945 – Det hände i Skottland
- 1948 – Äventyrens man
- 1952 – En ryslig fästman
- 1956 – Han gav sig aldrig
- 1958 – Gaspoletten
- 1958 – Vanvett till sjöss
- 1959 – Se dig om i vrede
- 1960 – Sänk Bismarck!